# Nazionale femminile di pallacanestro dell'Ungheria
La nazionale di pallacanestro femminile dell'Ungheria, selezione delle migliori giocatrici di pallacanestro di nazionalità ungherese, rappresenta l'Ungheria nelle competizioni internazionali femminili di pallacanestro organizzate dalla FIBA ed è gestita dalla Federazione cestistica dell'Ungheria.

## Storia

### Europei
Tra tutte le sue vittorie, un solo vero rammarico, non essere ancora riuscita a salire sul gradino più alto del podio europeo. Negli anni cinquanta è stata tra le nazionali migliori d'Europa. Agli Europei 1950 e 1956 ha vinto la medaglia d'argento, mentre nella edizione del 1952 ha vinto quella di bronzo.

È seguito poi, quasi un trentennio di digiuno, durante il quale, nonostante fosse presenza fissa ai Campionati Europei, e non sia mai andata oltre il 10º posto, non è più salita sul podio.

Dagli inizi degli anni ottanta, è iniziato un decennio che l'ha vista ritornare prepotentemente fra le prime d'Europa, con 4 medaglie di bronzo su 5 edizioni.

Dal 1993 ha subito un nuovo crollo tecnico, che anche se non le ha impedito di avere una certa costanza agli Europei, non le ha più permesso di salire sul podio. L'edizione del 2009 ha visto il ritorno della squadra ungherese sul massimo palcoscenico europeo, dopo un digiuno durato lo spazio di due edizioni, ma con il 13º posto ottenuto, non è riuscita a qualificarsi al Mondiale 2010.

### Olimpiadi e Mondiali
Alle Olimpiadi vanta una sola partecipazione, risalente all'ormai lontana Mosca 1980, nella quale ottenne il quarto posto, risultato che anticiperà solo di qualche anno il ciclo vincente degli anni ottanta che la vedrà ritornare sul podio europeo.

Ai Mondiali è assente dall'edizione del 1998. Vanta sei partecipazioni, di queste, quella del 1957, rappresenta il miglior risultato con il quinto posto ottenuto.

## Piazzamenti
Olimpiadi
- 1980 - 4°

Mondiali
- 1957 - 5°
- 1959 - 7°
- 1975 - 9°
- 1986 - 8°
- 1998 - 10°

Europei
- 1950 -  2°
- 1952 -  3°
- 1954 - 4°
- 1956 -  2°
- 1958 - 7°
- 1960 - 9°
- 1962 - 7°
- 1964 - 8°
- 1966 - 9°
- 1968 - 10°
- 1970 - 10°
- 1972 - 6°
- 1974 - 4°
- 1976 - 8°
- 1978 - 6°
- 1980 - 7°
- 1981 - 9°
- 1983 -  3°
- 1985 -  3°
- 1987 -  3°
- 1989 - 7°
- 1991 -  3°
- 1993 - 8°
- 1995 - 9°
- 1997 - 4°

- 2001 - 7°
- 2003 - 10°
- 2009 - 13°
- 2015 - 17°
- 2017 - 12°
- 2019 - 7°
- 2023 - 4°

## Formazioni

### Olimpiadi
Pallacanestro ai Giochi della XXII Olimpiade - Torneo femminile4 É. Gulyás, 5 Németh, 6 Kovács, 7 Vertetics, 8 Boksay, 9 Winter, 10 Szuchy, 11 Szabics, 12 I. Gulyás, 13 Medgyesi, 14 Jacsó, 15 Szentesi,        All. László Killik

### Mondiali
Campionato mondiale femminile di pallacanestro 19573 M. Kaló, 4 Bárány, 5 Schneider, 6 Kovács, 7 Szabó, 8 Mogyorósi, 9 I. Kaló, 10 Vékony, 11 Kocsor, 12 Szmertnik, 13 Jalsoviczky, 14 Gyimes,        All. János Szabó
Campionato mondiale femminile di pallacanestro 19593 Bereck, 4 Kocsor, 5 Schneider, 6 Kovács, 7 Szabó, 8 Mogyorósi, 9 Noficzer, 10 Lick, 11 I. Kaló, 12 M. Kaló, 13 Babócsay, 14 Szappanos,        All. Tibor Lehóczki
Campionato mondiale femminile di pallacanestro 19754 Gulyás, 5 Kárász, 6 E. Horváth, 7 Z. Horváth, 8 Szentesi, 9 Rátvay, 10 Szuchy, 11 Szabics, 12 Winter, 13 Rajki, 14 Jacsó, 15 Koroknai,        All. László Killik
Campionato mondiale femminile di pallacanestro 19864 Balogh, 5 Németh, 6 Szöllősi, 7 Dézsi, 8 Boksay, 9 Borka, 10 Deák, 11 Novák, 12 Nagy, 13 Schwarcz, 14 Farkas, 15 Körmendi,        All. László Killik
Campionato mondiale femminile di pallacanestro 19984 Donkó, 5 Zsolnay, 6 Újvári, 7 Hagara, 8 Béres, 9 Seres, 10 Papp, 11 Fodor, 12 Mészáros, 13 Iványi, 14 Kalmár-Nagy, 15 Károlyi,        All. László Rátgéber

### Europei
Campionato europeo femminile di pallacanestro 19503 Sziklai, 4 Hajós, 5 Csúcs, 6 Nagy, 7 I. Fekete, 8 Szolcsányi, 9 Pirik, 10 Vékony, 11 M. Szabó, 12 Sztankó, 14 Bagi, 16 H. Szabó, 17 M. Fekete, 18 Obermayer,        All. János Gyimesi
Campionato europeo femminile di pallacanestro 1952Bárány, Domonkos, I. Fekete, M. Fekete, Kardos, Nagy, Pirik, Rohonczi, Á. Szabó, M. Szabó, Szekendi, Tasi, Várkonyi, All. János Gyimesi
Campionato europeo femminile di pallacanestro 19543 M. Fekete, 4 Bárány, 5 Szabó, 6 Kovács, 7 I. Fekete, 8 Bogár, 9 Pirik, 10 Vékony, 11 Dobai, 12 Sipőcz, 13 Bagi, 14 Mogyorósi, 15 Szőke, 16 Bárány,        All. János Szabó
Campionato europeo femminile di pallacanestro 19563 Fekete, 4 M. Bárány, 5 K. Bárány, 6 Nagy, 7 Á. Szabó, 8 Mogyorósi, 9 Lick, 10 Vékony, 11 Dobai, 12 Szmertnik, 13 Kaló, 14 Gyimes, 15 Kocsor, 16 Botz,        All. János Szabó
Campionato europeo femminile di pallacanestro 19583 Kaló, 4 Bárány, 5 Schneider, 6 Halász, 7 Bereck, 8 Mogyorósi, 9 Noficzer, 10 Lick, 11 Varga, 12 Szmertnik, 13 Rohonczi, 14 Gyimes,        All. Tibor Lehóczki
Campionato europeo femminile di pallacanestro 19603 Bereck, 4 Kocsor, 5 Schneider, 6 Kovács, 7 Balogh, 8 Mogyorósi, 9 Noficzer, 10 Lick, 11 I. Kaló, 12 M. Kaló, 13 Babócsay, 14 Márkus,        All. Tibor Lehóczki
Campionato europeo femminile di pallacanestro 19624 Lick, 5 Hegedűs, 6 Kovács, 7 Balogh, 8 Mogyorósi, 9 Rátvay, 10 Székvári, 11 I. Kaló, 12 M. Kaló, 13 Bereck, 14 Botz, 15 Márkus,        All. Ernő Jóna
Campionato europeo femminile di pallacanestro 19644 Lick, 5 Hegedűs, 6 Kovács, 7 Balogh, 8 Mogyorósi, 9 Rátvay, 10 Renn, 11 Kaló, 12 Thúróczy, 13 Bereck, 14 Botz, 15 Stefancsik,        All. Ernő Jóna
Campionato europeo femminile di pallacanestro 19664 Czégai, 5 Tríz, 6 Kovács, 7 Kathona, 8 Elekes, 9 Rátvay, 10 Markovits, 11 Túri, 12 Thúróczy, 13 Nagykardos, 14 Bakk, 15 Stefancsik,        All. Ferenc Bánki
Campionato europeo femminile di pallacanestro 19684 Kathona, 5 Hegedűs, 6 Horváth, 7 Balogh, 8 Boháty, 9 Rátvay, 10 Markovits, 11 Túri, 12 Thúróczy, 13 Nagykardos, 14 Bakk, 15 Renn,        All. Ede Komáromi
Campionato europeo femminile di pallacanestro 19704 Szegedi, 5 Petró, 6 Horváth, 7 Nagy, 8 Szabics, 9 Rátvay, 10 Geiszhauer, 11 Koroknai, 12 Thúróczy, 13 Rajki, 14 Bakk, 15 Tarjányi,        All. László Killik
Campionato europeo femminile di pallacanestro 19724 Kathona, 5 Jacsó, 6 E. Horváth, 7 Z. Horváth, 8 Nagy, 9 Rátvay, 10 Kárász, 11 Szabics, 12 Thúróczy, 13 Rajki, 14 Koroknai, 15 Tarjányi,        All. László Killik
Campionato europeo femminile di pallacanestro 19744 Gulyás, 5 Kárász, 6 E. Horváth, 7 Z. Horváth, 8 Nagy, 9 Rátvay, 10 Szuchy, 11 Szabics, 12 Thúróczy, 13 Rajki, 14 Jacsó, 15 Winter,        All. László Killik
Campionato europeo femminile di pallacanestro 19764 Gulyás, 5 Borka, 6 Lerner, 7 Molnár, 8 Szentesi, 9 Rátvay, 10 Szuchy, 11 Szabics, 12 Winter, 13 Lisziewicz, 14 Jacsó, 15 Gajdos,        All. László Killik
Campionato europeo femminile di pallacanestro 19784 Gulyás, 5 Medgyesi, 6 Lerner, 7 Dalnoki, 8 Bácsa, 9 Tarkovács, 10 Szuchy, 11 Szabics, 12 Nagy, 13 Gajdán, 14 Jacsó, 15 Váczi,        All. László Killik
Campionato europeo femminile di pallacanestro 19804 É. Gulyás, 5 Németh, 6 Jankovits, 7 Lámala, 8 Boksay, 9 I. Gulyás, 10 Szuchy, 11 Szabics, 12 Winter, 13 Medgyesi, 14 Jacsó, 15 Szöllősi,        All. László Killik
Campionato europeo femminile di pallacanestro 19814 É. Gulyás, 5 Németh, 6 Körmendi, 7 Lámala, 8 Boksay, 9 Borka, 10 Szuchy, 11 I. Gulyás, 12 Deák, 13 Medgyesi, 14 Petrik, 15 Váczi,        All. László Killik
Campionato europeo femminile di pallacanestro 19834 Gulyás, 5 Németh, 6 Szöllősi, 7 Bácsa, 8 Boksay, 9 Borka, 10 Szuchy, 11 Petrik, 12 Winter, 13 Medgyesi, 14 Jacsó, 15 Körmendi,        All. László Killik
Campionato europeo femminile di pallacanestro 19854 Balogh, 5 Németh, 6 Szöllősi, 7 Dézsi, 8 Boksay, 9 Borka, 10 Deák, 11 Gulyás, 12 Nagy, 13 Kranjecz, 14 Farkas, 15 Körmendi,        All. László Killik
Campionato europeo femminile di pallacanestro 19874 Balogh, 5 Németh, 6 Bakai, 7 Szabó, 8 Boksay, 9 Borka, 10 Nagy, 11 Sepsei, 12 Rátvay, 13 Szécsi, 14 Hollós, 15 Sztojkovics,        All. László Killik
Campionato europeo femminile di pallacanestro 19894 Balogh, 5 Németh, 6 Szécsi, 7 Gulyás, 8 Boksay, 9 Rátvay, 10 Nagy, 11 Novák, 12 Farkas, 13 Halász, 14 Hollós, 15 Körmendi,        All. Miklós Madacsay
Campionato europeo femminile di pallacanestro 19914 Balázs, 5 Németh, 6 Csávás, 7 Balogh, 8 Bakai, 9 Csák, 10 Sztojkovics, 11 Horváth, 12 E. Bíró, 13 Nagy, 14 A. Bíró, 15 Knopp,        All. József Pálinkás
Campionato europeo femminile di pallacanestro 19934 Mészáros, 5 Csávás, 6 Bagoly, 7 Meskó, 8 Boksay, 9 Csák, 10 D. Nagy, 11 A. Nagy, 12 Rátvay, 13 Orbán, 14 Kalmár-Nagy, 15 Körmendi,        All. József Pálinkás
Campionato europeo femminile di pallacanestro 19954 Balázs, 5 Csávás, 6 Bagoly, 7 Balogh, 8 Újvári, 9 Seres, 10 Nagy, 11 Horváth, 12 Kalmár-Nagy, 13 Iványi, 14 Eördögh, 15 Zsolnay,        All. László Killik
Campionato europeo femminile di pallacanestro 19974 Iványi, 5 Németh, 6 Újvári, 7 Balogh, 8 Seres, 9 Csák, 10 Nagy, 11 Hollósy, 12 Béres, 13 Fodor, 14 Kalmár-Nagy, 15 Károlyi,        All. László Killik
Campionato europeo femminile di pallacanestro 20014 Iványi, 5 Fűrész, 6 Újvári, 7 Kosjár, 8 Seres, 9 Csák, 10 Béres, 11 Papp, 12 Hagara, 13 Újhelyi, 14 Kalmár-Nagy, 15 Károlyi,        All. László Rátgéber
Campionato europeo femminile di pallacanestro 20034 Englert, 5 Eördögh, 6 Horváth, 7 Cserny, 8 Iványi, 9 Seres, 10 Fűrész, 11 Papp, 12 Vajda, 13 Keller, 14 Kajdácsi, 15 Károlyi,        All. László Rátgéber
Campionato europeo femminile di pallacanestro 20094 Fegyverneky, 5 Englert, 6 Németh, 7 Újhelyi, 8 Fűrész, 9 Horti, 10 Horváth, 11 Honti, 12 Vida, 13 Vajda, 14 Krivaćević, 15 Nagy,        All. László Rátgéber
Campionato europeo femminile di pallacanestro 20154 Fegyverneky, 5 Raksányi, 7 Simon, 8 Zsovár, 9 Horti, 11 Honti, 13 Vajda, 14 Krivaćević, 21 Czank, 22 Quigley, 44 Határ, 51 Zele,        All. Sándor Farkas
Campionato europeo femminile di pallacanestro 20174 Fegyverneky, 5 Raksányi, 6 Licskai, 7 Simon, 10 Varga, 11 Medgyessy, 12 Vandersloot, 14 Krivaćević, 15 Nagy-Bujdosó, 41 Dubei, 44 Határ, 51 Zele,        All. Štefan Svitek
Campionato europeo femminile di pallacanestro 20191 Pusztai, 2 Kiss, 4 Dubei, 5 Raksányi, 9 Studer, 10 Varga, 11 Horti, 18 Lelik, 22 Turner, 23 Horváth, 44 Határ, 51 Zele,        All. Norbert Székely
Campionato europeo femminile di pallacanestro 20232 Kiss, 4 Dubei, 6 Lelik, 7 Kányási, 8 Goree, 9 Studer, 11 Aho, 13 Török, 18 Varga, 23 Horváth, 44 Határ, 88 Ruff-Nagy,        All. Norbert Székely

## Nazionali giovanili
- Selezioni giovanili della nazionale di pallacanestro femminile dell'Ungheria